# Ray Connolly
Ray Connolly (nascut el 4 de desembre de 1940) és un escriptor britànic. És conegut sobretot pel seu periodisme i per escriure els guions de les pel·lícules That'll Be the Day i la seva seqüela Stardust, pel qual va guanyar un premi del Writers' Guild of Great Britain al millor guió.

## Primers anys
Ray Connolly va néixer i es va criar a Lancashire Va ser educat a West Park Catholic Grammar School, St. Helens; Ormskirk Grammar School i la London School of Economics on va llegir antropologia social. Allà també va editar la revista LSE Clare Market Review i va ser editor associat de la revista de cinema estudiantil Motion.

## Carrera
Després d'entrar en periodisme com a aprenent graduat al Liverpool Daily Post, Connolly es va traslladar al London Evening Standard on va entrevistar, entre d'altres, a moltes estrelles del rock i icones culturals dels anys 60 i 70, com ara els Beatles, Muhammad Ali i Elvis Presley. Moltes de les seves entrevistes amb els Beatles es recullen a The Ray Connolly Beatles Archive, mentre que altres entrevistes es recullen a Stardust Memories – Talking About My Generation. Havia d'entrevistar a John Lennon el dia que l'ex-Beatle va ser assassinat, un esdeveniment sobre el qual va escriure a l'obra radiofònica de la BBC Unimaginable. El 2018, va publicar una biografia del Beatle Being John Lennon – A Restless Life.
Ha escrit molts articles per al Daily Mail, així com The Sunday Times, The Times, The Daily Telegraph i The Observer.
Les seves novel·les inclouen A Girl Who Came to Stay, Newsdeath, Sunday Morning, Shadows on a Wall i Love out of Season ((que va ser adaptat per a la ràdio com God Bless Our Love) i Sorry, Boys, You Failed The Audition. La seva biografia d'Elvis Presley, Being Elvis – A Lonely Life es va publicar el 2016.
Per al cinema va escriure les pel·lícules That'll Be The Day i la seva seqüela, Stardust – que va ser votat com el millor guió de 1974 pel Sindicat d'Escriptors de Gran Bretanya. També va escriure i dirigir el llargmetratge documental titulat James Dean: The First American Teenager, mentre que ha escrit les sèries de televisió Honky Tonk Heroes, Lytton's Diary i Perfect Scoundrels i els telefilms Forever Young per a Channel 4 i Defrosting the Fridge per la BBC, mentre coescrivia, amb Alan Benson, la sèrie de George Martin de la BBC 2 sobre música The Rhythm of Life.
També ha escrit diverses obres de ràdio, com ara Lost Fortnight (que tracta sobre Raymond Chandler a Hollywood), les sèries Tim Merryman's Days of Clover, i Sorry, Boys, You Failed the Audition, així com diversos contes per a diverses publicacions, que es recullen a A Handful of Love.

## Vida personal
Està casat, té tres fills i dos néts, i viu amb la seva dona, Plum, a Londres.
El 2020, Ray Connolly va contreure COVID-19 i va passar gairebé sis mesos a l'hospital, inclosos 103 dies a cures intensives, una experiència que va convertir en l'obra de teatre de BBC Radio 4 Devoted. Es va emetre el març del 2021.

## Enllaços exterms
- Biografia al web de Ray Connolly Arxivat 2019-05-13 a Wayback Machine.